# Francisco Rodríguez (ciclista nascido em 1915)
Francisco Rodríguez Ledesma (10 de outubro de 1915 — 1 de junho de 1998) foi um ciclista olímpico mexicano. Representou sua nação em dois eventos nos Jogos Olímpicos de Verão de 1948.